# Carlito Peters
Luiz Carlos Peters, más conocido como Carlito Peters, (Penápolis, 15 de noviembre de 1932 - São Paulo, 15 de febrero de 2003) fue un futbolista y entrenador brasileño, después de haber jugado por varios equipos brasileños, siendo el último el Sao Paulo FC. Llegó a jugar a México para el Club Oro de Guadalajara en 1960, en donde sería campeón Hizo carrera como entrenador dirigiendo a los equipos "Pumas" de la UNAM, "Diablos Rojos" del Toluca, "Camoteros" del Puebla, "Jaiba Brava" del Tampico-Madero y "Tigres de la UANL.

## Vida
De 1969 a 1973 fue miembro del pleno del ayuntamiento de Penápolis y de 1970 a 1973 fue Presidente de CCE, Comissão Central de Esportes de Penápolis. Se licenció en 1975 en Educación Física en la Associação de Ensino Marechal Cândido Rondon, Escola Superior de Educação Física e Técnicas Desportivas de Araçatuba de Sao Paulo, Brasil. Fue Comentarista deportivo en la televisión mexicana de Copa Mundial de Fútbol de 1978, Copa Mundial de Fútbol de 1982 y en la Copa Mundial de Fútbol de 1986. De 1997 a 2002 fue Presidente del Clube Atlético Penapolense.

## Actuación como promotor
Carlito Peters siendo entrenador de los Pumas de la UNAM, trajo a México, dos jugadores que harían historia en la Liga Mexicana: Evanivaldo Castro "Cabinho" quién sería cinco veces campeón goleador y Spencer Coelho, un medio de ataque de gran calidad y precisión para anotar mediante disparos de tiros libres.
Para Carlito, los deportes adicionaban belleza y pasión a la vida. Pero él tenía también convicción que el deporte es un elemento importante en la educación y formación de la juventud: esencial para una vida saludable y en la prevención al uso de drogas, pero también para la formación de la civilidad a través de la valoración de las actitudes éticas y justas, del incentivo a la cohesión social, a la solidaridad, a la integridad de la personalidad. Carlito creía que el deporte podía actuar como un agente importante en la construcción de una sociedad más justa, sana y bella.
Carlito Peters dedicó toda su vida a la pasión que tenía por el fútbol. Hijo de un gran aficionado y atleta amador, Adelino Peters, fue junto a los hermanos Dirceu y Nena, desde niño moldando su vida y de su familia a través de los deportes que practicaba, promovía o admiraba.

## Fallecimiento
Carlito Peters falleció el 15 de febrero de 2003 en Sao Paulo, Brasil.

## Clubes

### Como jugador
| Club                                    | País   | Año       |
| --------------------------------------- | ------ | --------- |
| Penapolense                             | Brasil | 1946–1950 |
| Bandeirante EC                          | Brasil | 1950–1952 |
| Associação Ferroviaria de Esportes      | Brasil | 1952–1956 |
| Associação Atlética Portuguesa Santista | Brasil | 1956–1959 |
| São Paulo FC                            | Brasil | 1959–1960 |
| Club Deportivo Oro                      | México | 1960–1961 |
| Pumas de la UNAM                        | México | 1962–1964 |

### Como entrenador
| Club                       | País   | Año       |
| -------------------------- | ------ | --------- |
| Club Deportivo Oro Juvenil | Brasil | 1960–1965 |
| Penapolense                | Brasil | 1965      |
| Pumas de la UNAM           | México | 1973–1975 |
| Deportivo Toluca           | México | 1975–1976 |
| Operário Futebol Clube     | Brasil | 1976–1977 |
| Puebla Fútbol Club         | México | 1977–1979 |
| Tigres de la UANL          | México | 1979–1980 |
| Tampico-Madero             | México | 1981      |